# Joey Mantia
Joey Mantia (Ocala, Florida, 7 februari 1986) is een voormalig Amerikaanse langebaanschaatser.

## Biografie
Op 8-jarige leeftijd begon Mantia met skeeleren. Hij heeft in het inline-skaten tussen 2004 en 2011 liefst 28 wereldtitels veroverd, maar is in 2011 overgestapt naar het langebaanschaatsen om met die sport uit te kunnen komen op de Olympische Spelen. Zijn eerste WB-overwinning was op 6 december 2013 in Berlijn op de 1500 meter. In seizoen 2015/16 kwam Mantia uit namens Team Stressless met onder meer Bart Swings en Jan Blokhuijsen. In 2017 werd hij voor het eerst wereldkampioen op de massastart tijdens het WK afstanden in Gangneung.
In 2022 won hij zijn eerste medaille op de Olympische Winterspelen door brons te winnen bij de ploegenachtervolging. Het seizoen erop kwam hij niet in actie vanwege een rugblessure en op 7 juli 2023 maakte hij bekend te stoppen met langebaanschaatsen om schaatscoach te worden.
In het seizoen 2023-2024 was hij enkele maanden assistent-coach van het Belgisch nationaal shorttrack team. In november 2024 werd hij de coach van de vrouwelijke shorttrackers van shorttrack team BEL. Op 8 mei 2025 kondigt de KBSF aan dat Joey Mantia wordt aangesteld als bondscoach van het Belgische nationale shorttrack team.  

## Records

### Persoonlijke records
| Afstand      | Tijd     | Datum            | Baan           |
| ------------ | -------- | ---------------- | -------------- |
| 500 meter    | 35,06    | 28 december 2013 | Salt Lake City |
| 1000 meter   | 1.07,34  | 9 maart 2019     | Salt Lake City |
| 1500 meter   | 1.41,15  | 4 december 2021  | Salt Lake City |
| 3000 meter   | 3.40,76  | 30 december 2016 | Salt Lake City |
| 5000 meter   | 6.28,50  | 14 maart 2012    | Calgary        |
| 10.000 meter | 13.54,13 | 13 januari 2013  | Salt Lake City |

### Wereldrecords
| Nr. | Afstand       | Tijd     | Datum           | Baan           |
| --- | ------------- | -------- | --------------- | -------------- |
| 1.  | Achtervolging | 3.34,47* | 5 december 2021 | Salt Lake City |

* samen met Casey Dawson en Emery Lehman

## Resultaten
| Jaar | WK allround             | WK Sprint               | WK Afstanden                      | Olympische Spelen                                |
| ---- | ----------------------- | ----------------------- | --------------------------------- | ------------------------------------------------ |
| 2013 | NC22 (15e, 23e, 21e, -) |                         |                                   |                                                  |
| 2014 |                         |                         |                                   | 15e 1000m 22e 1500m 7e achtervolging             |
| 2015 |                         |                         | 10e 1000m 21e 1500m               |                                                  |
| 2016 |                         | 17e (25e, 9e, 28e, 11e) | 12e 1000m DQ 1500m 12e massastart |                                                  |
| 2017 |                         |                         | 10e 1000m · 7e 1500m · massastart |                                                  |
| 2018 |                         |                         |                                   | 4e 1000m 8e 1500m 9e massastart 8e achtervolging |
| 2019 |                         | NS3 (26e, 16e, -, -)    | 12e 1000m · 8e 1500m · massastart |                                                  |
| 2020 |                         |                         | 12e 1000m · 1500m · 5e massastart |                                                  |
| 2021 |                         |                         | 5e 1500m · massastart             |                                                  |
| 2022 |                         |                         |                                   | 6e 1500m · 4e massastart · achtervolging         |

## Persoonlijk
- Mantia speelt als hobby piano.
- Mantia heeft een relatie met de Belgische shorttrackster Hanne Desmet[3].